# بود اوشنگاتسکیه
بود اوشنگاتسکیه (به لهستانی:  Budy Uśniackie) یک روستا در لهستان است که در گمینا گاروولین واقع شده‌است.